# مونرو (آیووا)
مونرو (به انگلیسی: Monroe) شهری در ایالت آیووا کشور ایالات متحده آمریکا است که جمعیت آن در سرشماری سال ۲۰۱۰ میلادی، ۱٬۸۳۰ نفر بوده‌است.